# غنچه‌های دریایی
غنچه‌های دریایی(نام علمی: Blastoidea) نام یک رده از شاخه خارپوستان است.